# Жанаталап (Алатау)
Жанатала́п (каз. Жаңаталап) — упразднённое село с 2023 года включённое в состав города Алатау и исключено из учётных данных. До этого входило в состав Байсеркенского сельского округа Илийского района Алматинской области Казахстана.  

## Население
В 1999 году население села составляло 915 человек (458 мужчин и 457 женщин). По данным переписи 2009 года в селе проживали 892 человека (451 мужчина и 441 женщина).